# DONUTS (アシガルユースのアルバム)
『DONUTS』は、アシガルユースの2枚目のミニアルバム。2009年4月28日にリリース。品番：ＡＹＳＲ-1129　￥1000 ※ 廃盤

## 解説
アシガルユースのセカンドアルバム。作詞・作曲はすべてアシガルユースのメンバー全員が担当している。収録されている「 It's so good 」は、ヤンマートラクターのＣＭ曲に採用された。

## 収録曲
1. ビューティフル
  - 作詞・作曲:アシガルユース
2. It's so good
  - 作詞・作曲:アシガルユース
3. TAXI
  - 作詞・作曲:アシガルユース
4. プライスレス
  - 作詞・作曲:アシガルユース